# Quousque tandem abutere, Catilina, patientia nostra?
Quousque tandem abutere, Catilina, patientia nostra? је латинска фраза којом започиње први говор Марка Тулија Цицерона против Катилине. Преведена гласи: Докле ћеш коначно, Катилина, злоупотребљавати стрпљивост нашу?
Ове речи чине славни инципит, тј. почетак првог говора против Катилине. Речи је изрекао Цицерон у Храму Јупитера Статора (говор није одржан у Римском Сенату због сигурносних разлога) дана 8. октобра 63. п. н. е. ради откривања и кажњавања друге Катилинине уроте, тј. неуспешног државног удара против Римске републике којег је предводио Катилина са својим присталицама. 
Фраза се пригодно користи и данас ради разоткривања нечије хипокризије. Обично се изриче жалосним гласом. Може се претпоставити како је већином уобичајен израз у земљама у којима деца морају учити латински, попут Италије. Говор се наставља речима quamdiu etiam furor iste tuus nos eludet? quem ad finem sese effrenata iactabit audacia? што преведено значи „Докле ће нас изигравати то твоје лудило? Докле ће се разметати та твоја необуздана смелост?“ творећи тако славни хендиатрис.